# Lorgues

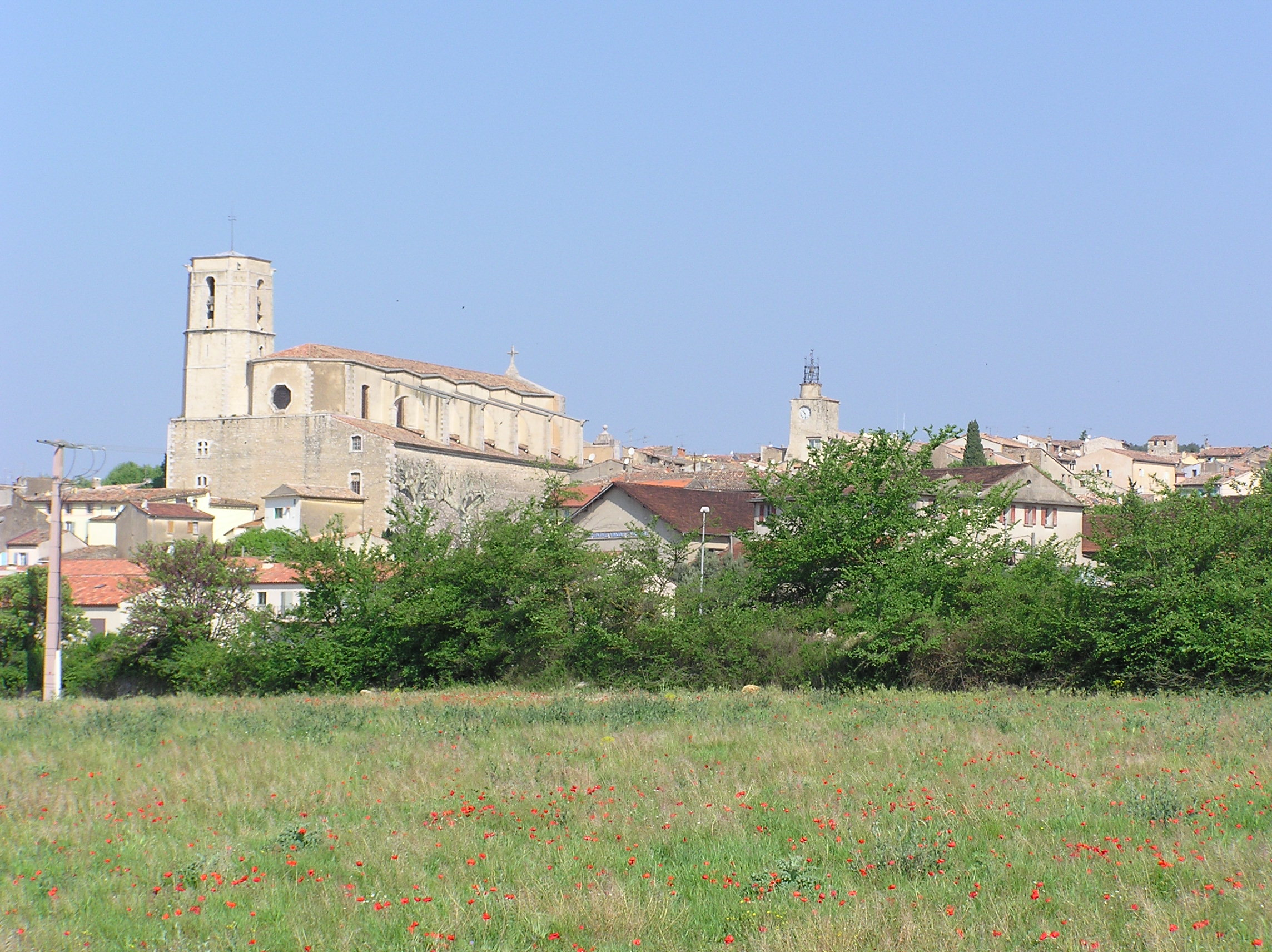
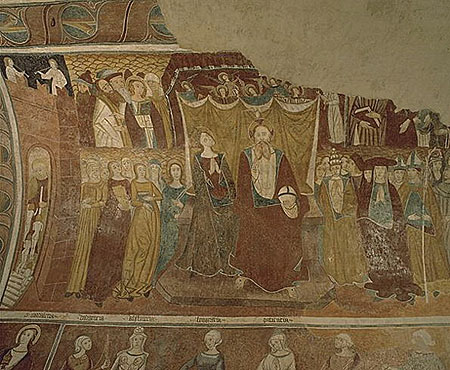

Lorgues – miejscowość i gmina we Francji, w regionie Prowansja-Alpy-Lazurowe Wybrzeże, w departamencie Var.
Według danych na rok 1990 gminę zamieszkiwało 6340 osób, a gęstość zaludnienia wynosiła 98 osób/km² (wśród 963 gmin regionu Prowansja-Alpy-W. Lazurowe Lorgues plasuje się na 108. miejscu pod względem liczby ludności, natomiast pod względem powierzchni na miejscu 101.).